# 1989 w sztukach plastycznych
Wydarzenia w sztukach plastycznych i wizualnych w 1989 roku.

## Wydarzenia
- Zamknięto warszawską Galerię RR, istniejącą od 1983 roku[1]
- We Wrocławiu powstała Galeria Entropia[2]
- W Krakowie otworzona została Galeria Starmach
- W Łodzi odbyła się wystawa Lochy Manhattanu – ostatnie tak duże przedsięwzięcie niezależnego ruchu artystycznego

## Malarstwo
- Hans Rudolf Giger

Pompowa wycieczka III – akryl na papierze/drewnie, 100x70 cm
- Edward Dwurnik

Workuta –- cmentarz II, z cyklu "Droga na Wschód" – akryl na płótnie, 210x150 cm
Konstytucja 3 Maja, z cyklu "Obrazy duże" – olej na płótnie, 276x454 cm
- Leon Tarasewicz

bez tytułu – tempera na papierze, 520×1035 cm
- Maciej Świeszewski

Umarła Klasa – olej na płótnie, 200×240 cm

## Rysunek
- Hans Rudolf Giger

Powstanie Cthulu – marker na papierze, 30x21 cm

## Plakat
- Franciszek Starowieyski

plakat do sztuki teatralnej Video Teatr – format B1

## Rzeźba
- Mirosław Bałka

Salt Seller (1988-1989)
Pasterka

## Instalacja
- Marek Chlanda

Rysunek na stosie – tempera, wosk, rysunek, ołówek grafitowy, papier, cegły, rysunek o wymiarach 28x28 cm; w kolekcji MOCAK

## Nagrody
- Nagroda im. Jana Cybisa – Stanisław Fijałkowski
- Nagroda Turnera – Richard Long[11]
- World Press Photo – David Turnley[12]

## Urodzeni
- Magdalena Żołędź, artystka wizualna, teoretyczka sztuki, fotografka

## Zmarli
- Edmund John (ur. 1894), polski architekt, grafik, malarz
- Jan Kaczmarkiewicz (ur. 1904), polski malarz i historyk sztuki
- Bohdan Borowski (ur. 1923), polski malarz, rysownik
- Anna Pietrowiec (ur. 1909), polska rzeźbiarka
- Zbigniew Rychlicki (ur. 1922), polski grafik, ilustrator
- 23 stycznia – Salvador Dalí (ur. 1904), hiszpański malarz
- 28 marca – Ludwika Nitschowa (ur. 1889), polska rzeźbiarka
- 27 kwietnia – Leopold Buczkowski (ur. 1905), polski malarz, grafik
- 14 sierpnia – Alfons Karny (ur. 1901), polski rzeźbiarz
- 28 sierpnia – Jerzy Hryniewiecki (ur. 1908), polski architekt
- 21 września – Hans Hartung (ur. 1904), niemiecko-francuski malarz i grafik
- 30 listopada – Hasan Fathi (ur. 1900), egipski architekt